# Anas zonorhyncha
El ánade picopinto chino (Anas zonorhyncha) es una especie de ave anseriforme de la familia Anatidae que se reproduce en el este y sureste de Asia. Anteriormente era considerada como una subespecie del ánade picopinto indio (A. poecilorhyncha), pero en la actualidad es tratada como una especie separada.